# Luigi Bazzi
Luigi Bazzi (Novara, 13 ottobre 1892 – Modena, 5 febbraio 1986) è stato un progettista italiano.

## Biografia
Dopo aver conseguito la maturità tecnica all'Istituto Tecnico Industriale "Omar" di Novara, decise di trasferirsi a Torino per lavorare alla casa automobilistica Rapid. In seguito, dopo essere stato impiegato alle Officine Savigliano, si trasferì a Parigi. Al rientro in Patria, venne assunto prima in Michelin e poi in Fiat. Nel 1913 Bazzi lasciò nuovamente l'Italia e si trasferì prima in Libia e poi in Argentina. Nel 1915, allo scoppio della prima guerra mondiale, rientrò nuovamente in Italia partecipando al conflitto come meccanico.
A guerra finita, si trasferì a Novara per lavorare in un'officina. All'inizio degli anni venti tornò in Fiat per occuparsi, questa volta, di auto da competizione. Dal 1923 al 1933 lavorò all'Alfa Romeo con la medesima mansione. Alla casa automobilistica milanese conobbe Enzo Ferrari. Da qui, nel 1933, si trasferì a Modena alla neonata Scuderia Ferrari pur rimanendo dipendente dell'Alfa Romeo. Infatti, agli albori della sua storia, la Scuderia Ferrari era una sorta di ufficiosa squadra corse Alfa Romeo che preparava ed utilizzava esclusivamente vetture da competizione della casa milanese.
Durante la seconda guerra mondiale tornò a Milano all'Alfa Romeo per occuparsi di motori aeronautici. Nel 1946, a conflitto terminato, si licenziò dall'Alfa Romeo e passò ufficialmente alla Ferrari dove rimase fino al pensionamento.

## I modelli progettati
Bazzi, durante la sua carriera, contribuì a progettare modelli come l'Alfa Romeo P2 (campione del mondo nel 1925), l'Alfa Romeo 158 (che dopo la seconda guerra mondiale conquistò il primo Campionato Mondiale di Formula 1), la Alfa Romeo 16C Bimotore e la Alfa Romeo Monoposto 8C 35. Alla scuderia del cavallino rampante progettò numerose vetture Ferrari a partire dalla Ferrari 125 S, che fu la prima autovettura da competizione costruita dalla scuderia di Maranello. Alla Ferrari fu proficua la sua collaborazione con Gioachino Colombo.